# 7 Up
7 Up este o limonadă cu aromă de lămâi si limete, care nu conține cofeină. Drepturile asupra mărcii aparțin Dr Pepper Snapple Group din SUA.

## Istoric
7 Up a fost inventat în 1929 de către Charles Leiper Grigg. Inițial  produsul se numea „Bib-Label Lithiated Lemon-Lime Soda”, și a fost vândut prima dată, cu două săptămâni înainte de marea criză economică din 1929. Acesta conținea până în 1950 citrat de litiu, o substanță utilizată în psihiatrie. Acesta a fost comercializată ca un remediu pentru mahmureala. Numele a fost schimbat mai târziu în 7 Up..
7-UP este marcă înregistrată a PepsiCo. În România și Republica Moldova produsele PepsiCo sunt îmbuteliate și distribuite de îmbuteliatorul autorizat al companiei, Quadrant Amroq Beverages (QAB).
Este menționat de cântărețul și compozitorul italian Francesco Guccini la începutul piesei „Autogrill” în 1983.